# Brignoliblemma
Genre
Brignoliblemma est un  genre fossile d'araignées aranéomorphes de la famille des Tetrablemmidae.

## Distribution
Les espèces de ce genre ont été découvertes dans de l'ambre de Birmanie. Elles datent du Crétacé.

## Liste des espèces
Selon The World Spider Catalog 18.0 :
- † Brignoliblemma bizarre Wunderlich, 2017
- † Brignoliblemma nala Wunderlich, 2017
- † Brignoliblemma paranala Wunderlich, 2017

## Publication originale
- Wunderlich, 2017 : New and rare fossil spiders (Araneae) in mid Cretaceous amber from Myanmar (Burma), including the description of new extinct families of the suborders Mesothelae and Opisthothelae as well as notes on the taxonomy, the evolution and the biogeography of the Mesothelae. Beiträge zur Araneologie, vol. 10, p. 72–279.